# Börcs, Győr-Moson-Sopron
Börcs  este un sat în districtul Győr, județul Győr-Moson-Sopron, Ungaria, având o populație de 1.259 de locuitori (2011). 

## Demografie
Componența etnică a satului Börcs
     Maghiari (98,02%)
     Germani (1,12%)
     Necunoscut (0,86%)
     Alții (0,86%)
Componența confesională a satului Börcs
     Romano-catolici (57,35%)
     Fără religie (10,72%)
     Luterani (6,27%)
     Reformați (2,54%)
     Atei (1,75%)
     Necunoscută (20,57%)
     Greco-catolici (0,79%)
     Alte religii (0,56%)
Conform recensământului din 2011, satul Börcs avea 1.259 de locuitori. Din punct de vedere etnic, majoritatea locuitorilor (98,02%) erau maghiari, cu o minoritate de germani (1,12%). Apartenența etnică nu este cunoscută în cazul a 0,86% din locuitori.  Din punct de vedere confesional, majoritatea locuitorilor (57,35%) erau romano-catolici, existând și minorități de persoane fără religie (10,72%), luterani (6,27%), reformați (2,54%) și atei (1,75%). Pentru 20,57% din locuitori nu este cunoscută apartenența confesională.